# Haemogregarina carchariasi
Haemogregarina carchariasi is een soort in de taxonomische indeling van de Myzozoa, een stam van microscopische parasitaire dieren. Het organisme komt uit het geslacht Haemogregarina en behoort tot de familie Haemogregarinidae. Haemogregarina carchariasi werd in 1908 ontdekt door Laveran.